# Der Bund (Akademische Gesellschaft)
Der Bund war eine 1946 gegründete deutsche „Gesellschaft zur geistigen Erneuerung“.

## Geschichte
Sie wurde im Sommer 1946 in Wuppertal gegründet und bestand bis 1975. Die Gesellschaft wurde auf Initiative und mit Unterstützung der Wuppertaler Stadtverwaltung gegründet. Ihre Gründer waren der promovierte Jurist Hans Jürgen Leep, der Unternehmer Klaus Gebhard, der Jurist Heinrich Gremmels und der Schriftsteller Gerhard Nebel. Inhalte und Ergebnisse der Zusammenkünfte wurden in einer eigenen Zeitschrift "Der Bund" veröffentlicht. „Bund“-Direktor war Dr. Hans Jürgen Leep (1910–2001), der zudem erster hauptamtlicher Leiter der Volkshochschule der Stadt Wuppertal war. Maßgeblich an deren Professionalisierung und Ausstattung mit einem „Haus der Erwachsenenbildung“ beteiligt, sorgte er mit dafür, dass im Jahr 1969 mit der Leitung des Fachbereichs für Geisteswissenschaften und kulturelle Bildung der Gründer der Bonner Bühne für sinnliche Wahrnehmung – KONZIL und Dichter Gerd Hergen Lübben betraut wurde. Zum Amtsantritt überreichte Dr. Leep ihm die Schrift „Der Bund. Wuppertal. Drei Vorträge. Dezember 1959“ zum Thema „Die Dunkelheit in der neueren Dichtung“. Diverse „Bund“-Jahrgänge waren im Wuppertaler Marées-Verlag erschienen Lübben war dann, bis zu seinem Wechsel als Kulturamtsleiter nach Unna im Jahr 1972, als hauptberuflicher Dozent auch für die Veranstaltungen des Bundes zuständig, u. a. mit den Referenten Ernst Bloch und Richard Löwenthal. – Es hat sich die Frage gestellt, ob die von Hans Jürgen Leep geleitete Gesellschaft zur geistigen Erneuerung „Der Bund“ zu der vom in Wuppertal geborenen Dr. Artur Jacobs in den 1920er Jahren in Essen aus einem „Arbeitskreis“ der dort 1919 von ihm mit gegründeten Volkshochschule initiierten sozialistischen Bildungsgemeinschaft „Der Bund“ in Verbindung gestanden habe. Wie Lübben in seinem Essay über den Pädagogen und Philosophen Artur Jacobs mitteilt, legte Hans Jürgen Leep ihm gegenüber nahe, dass zwischen dem von ihm geleiteten „Bund“  und dem von Jacobs gegründeten „Bund – Gemeinschaft für sozialistisches Leben“, einem „Experimentierkreis“ für ein Zusammenleben „in Verantwortung für sich selbst und die Welt“ und für einen „wissenschaftlichen Gesamtunterricht“ durchaus ein organisationsgeschichtlicher Zusammenhang bestehe: Nach dem Zweiten Weltkrieg fand der Neubeginn der„Bundes“-Arbeit von Artur Jacobs mit seiner Idee einer zu errichtenden „Arbeiter-Akademie“ nicht im Essener „Bundes-Haus“ statt, sondern in Wuppertal. Und im Jahre 1966 hatte der Wuppertaler Stadtrat bei der Initiierung einer „Wissenschaftlichen Gesellschaft“ im Hinblick auf eine weitere Entwicklung zur Universitätsstadt Wuppertal ausdrücklich anknüpfen können an jene von Dr. Leep in Verbindung mit der Volkshochschule geleitete Akademischen Gesellschaft „Der Bund“.

## Ziele und Mitglieder
Ziel war es, als Reaktion auf die Katastrophe des Nationalsozialismus in einem Bund der Wissenschaften und im Austausch, Lösungen für wichtige gesellschaftliche Probleme und Krisen zu erarbeiten. In die Debatten wurden auch insbesondere Literaten einbezogen. Die Formate der Gesellschaft waren vor allem Fachgruppen, Diskussionskreise und Vorträge. Es bestanden 15 Fachgruppen. Zu ihren Mitgliedern und Gästen zählten zahlreiche der führenden Vertreter des damaligen Geisteslebens, wie etwa Jürgen Habermas, Arnold Gehlen, Carl Schmitt, Ingeborg Bachmann, Paul Celan, Hans Magnus Enzensberger, Heinrich Böll und Hans Mayer.